# Las 13 esposas de Wilson Fernández (serie de televisión mexicana)
Las 13 esposas de Wilson Fernández es una serie de televisión por internet de humor negro mexicana producida por Animal de Luz Films y Letca Films para Televisa en el 2017, siendo una producción original para la plataforma Blim TV. La serie está basada en la historia argentina homónima de 2014 creada por Gastón Portal, mismo que también estuvo involucrado en la adaptación y dirección de la serie. La serie fue lanzada a través de Blim TV el 12 de mayo de 2017.
Está protagonizado por Martín Altomaro como el personaje principal, junto con un reparto coral.

## Trama
Las 13 esposas de Wilson Fernández sigue la historia de Wilson (Martín Altomaro), un pianista que viene a un club en busca de trabajo y allí habla con el jefe, esto ocurre en un día, pero durante la serie Wilson cuenta sus anécdotas que vivían con cada una de sus esposas.

## Reparto

### Principales
- Martín Altomaro como Wilson Fernández
- Carlos Valencia como Sr. Betti
- Sofía Espinosa como Rocío
- Emilio Guerrero como Coágulo
- Carla Nieto como Isabel
- Leonardo Ortizgris como Salvat
- Ilse Salas como Paulina
- Silverio Palacios como Tamalito
- Raquel Olmedo como La Emperatriz

### Recurrentes e invitados especiales
- Paulina Dávila como Camila
- Ximena Romo como Emilia
- Andrea Guerra como Eliana
- Cassandra Sánchez-Navarro como Gloria
- Adriana Llabrés como Martha / Silvia
- Camila Selser como Alicia
- Tato Alexander como Alfonsina
- Zuria Vega como María Teresa
- Esmeralda Pimentel como Amanda[8]
- Mónica Huarte como Emma
- Alejandra Ambrosi como Carolina
- Jolien Rutgers como Elizabeth

## Episodios
| N.º | Título         | Dirigido por  | Fecha de lanzamiento original |
| --- | -------------- | ------------- | ----------------------------- |
| 1 | «Camila»       | Gastón Portal | 12 de mayo de 2017            |
| Wilson, un pianista mediocre, es convocado por los mafiosos para jugar durante una cena importante. Pronto se da cuenta de que cosas extrañas suceden en ese lugar. |                |               |                               |
| 2 | «Emilia»       | Gastón Portal | 12 de mayo de 2017            |
| Wilson cuenta la historia de su segunda esposa, mientras que Beti tortura a un pianista que intenta conocer su secreto.                                             |                |               |                               |
| 3 | «Eliana»       | Gastón Portal | 12 de mayo de 2017            |
| Rocío y Tamalito ponen la ofrenda de muertos en el Farolito y escuchan la extraña tercera historia de Wilson.                                                       |                |               |                               |
| 4 | «Gloria»       | Anwar Safa    | 12 de mayo de 2017            |
| Wilson cuenta una nueva historia cuando la madre de Betti, La Emperatriz, aparece en el Farolito para hacer la cena en el día de los muertos.                       |                |               |                               |
| 5 | «Paulina»      | Gastón Portal | 12 de mayo de 2017            |
| Beti, Wilson, Salvat y Coelho se reúnen en el Santuario para vencer a Fabian y aprender de una noticia que no podían imaginar.                                      |                |               |                               |
| 6 | «Martha»       | Anwar Safa    | 12 de mayo de 2017            |
| Beti interrumpe la historia de la nueva esposa de Wilson para decirle la razón del nombre de Salvat.                                                                |                |               |                               |
| 7 | «Alicia»       | Anwar Safa    | 12 de mayo de 2017            |
| Los miembros de El Farolito ayudan a Rocío y Tamalito a terminar la oferta. Wilson cuenta otra historia y le cuenta cómo Rocío llegó al club.                       |                |               |                               |
| 8 | «Alfonsina»    | Gastón Portal | 12 de mayo de 2017            |
| La llegada de Isabel a El Farolito hace que Beti se enoje. Todos los demás se están preparando para la llegada del Sr. Cheng.                                       |                |               |                               |
| 9 | «María Teresa» | Anwar Safa    | 12 de mayo de 2017            |
| La tensión en el Farolito comienza a perder el control, pero Wilson tiene algo planeado.                                                                            |                |               |                               |
| 10 | «Amanda»       | Gastón Portal | 12 de mayo de 2017            |
| Salvat insiste en que Wilson deje de contar la historia de su esposa oscura y se prepare para la llegada del Sr. Cheng.                                             |                |               |                               |
| 11 | «Emma»         | Jorge Colón   | 12 de mayo de 2017            |
| El Sr. Cheng llega a El Farolito y sorprende a todos, porque no es lo que esperaban. Wilson le cuenta al Sr. Cheng la historia de su undécima esposa, Emma.         |                |               |                               |
| 12 | «Carolina»     | Jorge Colón   | 12 de mayo de 2017            |
| El Sr. Cheng inspecciona la bola especial y se sorprende con la buena idea de Salvat. Decide pedirles a los miembros de El Farolito un favor que los dejará fríos.  |                |               |                               |
| 13 | «Elizabeth»    | Jorge Colón   | 12 de mayo de 2017            |
| Cuando comienza su plan, Wilson cuenta cómo conoció a Elizabeth, la última de sus esposas.                                                                          |                |               |                               |